# Fasmodulering
Fasmodulering (PM) är en metod för överföring av en meddelandesignal med hjälp av en bärvåg. I en modulator varieras bärvågens fas i takt med meddelandesignalen. Den modulerade bärvågen sänds sedan till en eller flera mottagare. Mottagaren ska med en demodulator (detektor) kunna återskapa den ursprungliga meddelandesignalen ur den modulerade bärvågen.
Andra metoder för modulering är amplitudmodulering (AM) och frekvensmodulering (FM).
En bärvåg kan inte samtidigt bära en frekvensmodulerad och en fasmodulerad signal utan att de blandas ihop. Det går dock bra att kombinera ett av dessa moduleringssätt med amplitudmodulering. En mottagare kan då demodulera de två signalerna var för sig.

## Moduleringen
En fasmodulerad bärvågs värde (till exempel spänning) vid ett visst tidsögonblick t kan skrivas som:
{\displaystyle s(t)=A\sin(\omega t+\phi (t))}
där A är amplituden (dvs signalens toppvärde) och ω är vinkelhastigheten i rad/s. Vinkelhastigheten är ett mått på bärvågens frekvens f i Hertz enligt sambandet ω=2πf. Funktionen φ(t) är bärvågens fasläge vid tiden t.
Vid fasmodulering vill vi förändra fasläget i takt med meddelandesignalen, så därför låter vi φ(t) utgöras av själva meddelandesignalen. Så länge ingen meddelandesignal finns, anser vi att φ(t)=0 konstant, och den omodulerade bärvågen blir då bara Asin(ωt). När det finns en meddelandesignal, kan den typiskt variera mellan positiva och negativa värden och förändra bärvågens fas än framåt, än bakåt jämfört med en omodulerad bärvåg. Meddelandesignalens styrka anpassas så att den ger måttligt stora fasförskjutningar.

## Liknelse
En grupp soldater marscherar i takt. Alla fötter rör sig med samma frekvens och fas. Plötsligt bestämmer sig soldat Nisse för att göra en 180˚ fasändring på sin gång (det vill säga byta fot) genom att tillfälligt dubbla sin marschfrekvens och ta två steg när de andra tar ett. På så sätt hamnar hans gång i motfas till de andra men har samma frekvens. Efter ett tag prövar Nisse det omvända, att tillfälligt halvera sin marschfrekvens och bara ta ett steg när de andra tar två. Därmed kommer han åter i fas med gruppen. Om gruppens marschfrekvens symboliserar bärvågen, utgör Nisses experiment en fasmodulation där meddelandesignalen är en puls med samma längd som experimentet.

## Analog och digital modulering
Vid analog fasmodulering ändras bärvågens fasläge kontinuerligt fram och tillbaka jämfört med den omodulerade signalen. Förändringen är långsam i förhållande till bärvågens frekvens.
Vid digital fasmodulering använder man bara ett bestämt antal fasta faslägen och skiftar mellan dessa. Det kallas Phase Shift Keying (PSK). Om bara två lägen används (0˚ och 180˚), kallas det 2-PSK eller Binär PSK (BPSK). Det kan överföra en bit åt gången. Används fyra olika faslägen, talar man om 4-PSK eller Quadrature PSK (QPSK) , vilket överför två bitar åt gången och så vidare.

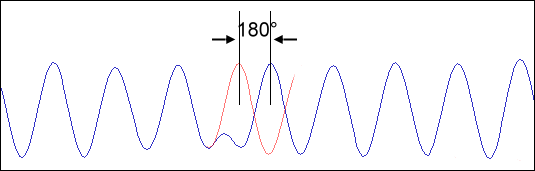
En bärvåg som vid en viss tidpunkt hastigt ändrar sitt fasläge med 180˚.

## Skillnad mellan frekvensmodulering och fasmodulering
Frekvensmodulering och fasmodulering liknar varandra. De kallas gemensamt för vinkelmodulering, ibland även (vinkel)argumentmodulering, eftersom bägge modulationssätten påverkar sinusfunktionens vinkelargument. De fungerar dock något olika, vilket man kan ana när man ser att vinkelhastigheten ω (och därmed frekvensen f) men inte fasläget Φ multipliceras med tiden t:
{\displaystyle s(t)=\sin(\omega t+\phi )}
Antag att meddelandesignalen tar ett steg upp från ett lågt till ett högt värde. Frekvensmodulering ger en förhöjd frekvens under hela den tid som meddelandesignalen ligger på sitt höga värde. Fasmodulering ger däremot bara en förhöjd frekvens just när själva steget tas. Denna frekvenshöjning är resultatet av att fasen Φ hastigt växer från 0 till det fasläge som motsvarar meddelandesignalens höga värde. Så fort detta fasläge uppnåtts, återgår frekvensen till sitt normalvärde.
Om vi fasmodulerar en meddelandesignal och sedan demodulerar resultatet som om det vore frekvensmodulerat, kommer vi att få en signal som motsvarar tidsderivatan av den ursprungliga meddelandesignalen.
En meddelandesignal kan i allmänhet betraktas som sammansatt av sinusvågor. Derivering av en sinusvåg ger en cosinusvåg, vilket mycket liknar det vi hade från början. Man kan inte höra någon skillnad. Men vid derivering av flera sinusvågor av olika frekvens, kommer balansen mellan dem att ändras. Derivering förstärker vågor av högre frekvens, som ju representerar snabbare ändringar. Med ett klangfilter kan balansen mellan olika frekvenser återställas.
Omvänt, om vi frekvensmodulerar en meddelandesignal men demodulerar den som om den vore fasmodulerad, levererar mottagaren tidsintegralen av meddelandet. Resultatet blir en signal där låga frekvenser blir starka men höga frekvenser svaga.